# Tomasz Bandrowski
Tomasz Bandrowski (Zabrze, 18 settembre 1984) è un ex calciatore polacco, di ruolo centrocampista.

## Palmarès

### Club
- Campionato polacco: 1

Lech Poznań: 2009-2010
- Coppa di Polonia: 1

Lech Poznań: 2008-2009
- Supercoppa di Polonia: 1

Lech Poznań: 2009